# Saltoblatella
Saltoblatella is een geslacht van kakkerlakken uit de familie van de Ectobiidae. De plaatsing binnen de familie van de Blattellidae is onduidelijk, de auteurs van de eerste publicatie hebben het voorlopig geplaatst in de Blattellinae.
Het geslacht is monotypisch en omvat alleen de soort Saltoblatella montistabularis.